# エドムント・ケスティング
エドムント・ケスティング（独: Edmund Kesting、1892年7月27日 - 1970年10月21日）は、ドイツの画家、グラフィックデザイナー、写真家、芸術教育学者。

## 経歴と作品
1892年にドレスデンの地方警察事務長の息子として生まれたケスティングは、1911年から絵画と彫刻を故郷の芸術実業学校で学ぶ。師は、フリードリヒ・クラインヘンペル、エルメネギルド・アントニオ・ドナディニ、リヒャルト・グーアである。1915年からドレスデン美術大学のリヒャルト・ミューラーのもとでさらに研究を続ける。1915年～1918年、第一次世界大戦でフランスとの戦争に参加。その後、オットー・グスマンの修士学生として研究を続け、1919年に私立芸術学校「デア・ヴェーク・デザイン学校（Der Weg - Schule für Gestaltung）を設立。画家リア・グリュンディクは、一時的にそこで学んでいる。1921年にヘルヴァルト・ヴァルデンと出会い、雑誌『デァ・シュトゥルム』を制作。
1920年からは、構成主義作品とコラージュ作品を制作。油彩、水彩、ガッシュを制作。
1922年、彼の学校の学生だったゲルダ・ミューラー（Gerda Müller）と結婚。クルト・シュヴィッタース、モホリ＝ナジ・ラースロー、エル・リシツキー、アレクサンダー・アーキペンコのようなアヴァンギャルド芸術家との親密な関係になる。とりわけ、シュヴィッタースの作品には強い影響を受ける。1923年、『デァ・シュトゥルム』の展覧会に参加。
1925年頃から、写真にも集中的に従事するようになる。多重露光やフォトグラム、フォトモンタージュのような実験的な写真技術を模索。とくにカメラに大きなフォーマットのピントグラスにセットした。1926年、「デァ・ヴェーグ（Der Weg）」ベルリン学校および、ドレスデン「シュトゥルム愛好会（Gesellschaft der Sturmfreunde）」を結成。ケースティングは、国際的な評価も受け、モスクワとニューヨークの展覧会にも出展する。ニューヨーク近代美術館は、ケースティングのコラージュ作品を所蔵している。多重露光には写真の表現豊かな可能性を感じ、1930年からポートレートやダンスの撮影を始める。1930年代のはじめには、ドイツ工作連盟に入会。ナチスが政権を獲得した1933年、最初の家宅捜索を受け、いくつかの作品を処分、絵画の制作と展示を禁止されるが、写真は問題にならなかった。そのため、まず写真会社や自動車会社の広告写真家として活動。1937年、12の作品が退廃芸術として美術館から排除される。その後彼はドレスデンの建築物、および緑の丸天井宝物館にある重要美術品を撮影。ケスティングは、「化学的絵画（Chemischen Malerei）」の技術を発展させ、感光紙に絵画や引っかき傷などの様々な技法を持ち込んだ。
1945年、ケスティングはカール・フォン・アッペン、ヘルムート・シュミット＝キルシュタイン（Helmut Schmidt-Kirstein）、ハンス・クリフトフなどと共に、ドレスデンで芸術グループを結成。戦争で荒廃したドレスデンで、「ドレスデン・死の舞踏（Dresdner Totentanz）」という実験的写真作品のシリーズを制作。1946年、ケースティングはドレスデン世界芸術アカデミーに招聘され、1948年にベルリン・ヴァイセンゼー芸術大学で写真専門クラスの主任となる。1953年、形式主義論争の潮流のなかで即時解雇通告を受ける。1949年～1959年、東ドイツでは彼の展覧会は開催されなかった。非定型芸術アンフォルメルの代表者と見なされている。1955年、ポツダム映画・テレビ大学に、『カメラ専門学科非常勤講師』として招聘され、1960年に退職した。
1950年代の終わりには、有名写真家として活動し、1958年に『ある画家はレンズを通して見る（Ein Maler sieht durch's Objektiv）』を出版した。
1960年、ソ連に押収された作品が戻る。ベルリン芸術アカデミーのメンバーを撮影する仕事を受ける。1961年、避暑地の別荘を建設。彼の芸術家グループを通じて有名になったアーレンスホープの街にある。別荘の近くにある海岸沿いのドラースとフィッシュラントで夏を過ごし、その風景は彼の作品にインスピレーションを与えている。1970年にベルリン近郊のビルケンヴェルダーで死去。ケースティングの作品が評価されるようになったのは、東ドイツでは1980年以降である。

## 主な展覧会

### 個展

#### 存命中
- 1916 Kunsthandlung Emil Richter, Dresden (nach mündlicher Aussage erste persönliche Ausstellung)
- 1919 Galerie Ernst Arnold, Dresden (zusammen mit Carl Piepho)
- 1923 Galerie "der Sturm", Berlin (zusammen mit Bela Kádár u.a.)
- 1931/32 Kunstschule "Der Weg", Dresden (zusammen mit Lehrkräften und Schülern)
- 1959 Kunstausstellung Kühl, Dresden (60 Aquarelle 1919-1943)
- 1960 Kunstausstellung Kühl, Dresden (Zeichnungen und Aquarelle von der Sowjetunion gerettet und zurückgegeben)
- 1962 Städtische Kunstsammlungen, Karl-Marx-Stadt
- 1966 Kunstausstellung Kühl, Dresden
- 1964 Bunte Stube, Ahrenshoop
- 1967 Rathaus, Birkenwerder
- 1969 Städtische Kunstsammlungen, Görlitz

#### 没後
- 1972 Galleria del Levante, Mailand und München (Kunstschule "Der Weg")
- 1980 Galerie am Sachsenplatz, Leipzig
- 1982 Kunstausstellung Kühl, Dresden
- 1983 Galerie Stolz, Köln (Die Gründer der "Weg-Schule")
- 1983 Kulturhaus Hans Marchwitza, Potsdam
- 1988/89 Albertinum, Dresden
- 1992 Galerie Döbele, Stuttgart
- 2003 Kunstkaten, Ahrenshoop

### グループ展
- 1916 Galerie Arnold, Dresden (Zweite Ausstellung Dresdner Künstler, die im Heeresdienst stehen)
- 1920 und 1921 Lennéstraße, Dresden ( Dresdner Künstlervereinigung Sommerausstellung)
- 1924 1. Allgemeine Deutsche Kunstausstellung, Moskau und Leningrad
- 1926 Ausstellungen in Moskau, New York und Berlin
- 1930 Das Lichtbild. Internationale Ausstellung, München
- 1932 Kunstverein, Dresden (1. Ausstellung der Dresdner Sezession)
- 1936 Dresdner Kustauststellung, Dresden
- 1945 Grünes Haus, Dresden (der ruf - befreite kunst)
- 1946 Nordhalle, Dresden (1. Allgemeine Deutsche Kunstausstellung)
- 1949 Brandenburgische Landeskunstausstellung, Potsdam
- 1959 Staatliche Galerie Moritzburg, Halle (Künstlerische Fotografie in Dresden)
- 1961 Orangerie im Schloss Charlottenburg, Berlin (Der Sturm - Europäische Avantgarde 1912-1932)
- 1966 Kunstmuseum, Bern (Nell Walden. Sammlung und eigene Werke)
- 1967 Lenbachhaus, München (Collage 67)
- 1970 Tate Gallery, London (The non objective world 1914-1924)
- 1975 Staatliche Museen, Berlin (Die Collage in der DDR)
- 1979 Altes Museum, Berlin (Weggefährten - Zeitgenossen. Bildende Kunst aus drei Jahrzehnten)
- 1980 Berliner Ausstellungszentrum am Fernsehturm (Berliner Kunst. Retrospektive. Malerei, Grafik, Plastik)
- 1980 Berlinische Galerie (Kunst in Berlin. Um 1930 bis 1960)
- 1985 Albertinum, Dresden (Dresden. Bekenntnis und Verpflichtung)
- 1988 Country Museum of Art, Los Angeles

### 出版物
- Dresden, wie es war, Rembrandt-Verlag, Berlin 1955
- Ein Maler sieht durch's Objektiv, Fotokino Verlag, Halle 1958
- Chorin: Gestalt und Geschichte eines Zisterzienserklosters, St. Benno-Verlag, Leipzig 1962

### 二次資料
- Klaus Werner (Hrsg.): Edmund Kesting : Ein Maler fotografiert, Fotokinoverlag, Leipzig 1987
- Edmund Kesting : Gemälde, Zeichnungen und farbige Blätter, Graphik, Photographien ; Ausstellung im Albertinum, 1. November 1988 - 3. Januar 1989, Kupferstich-Kabinett, Dresden 1989
- Guenter Roese (Hrsg.): Edmund Kesting, im Licht des Nordens : Bilder vom Meeressaum und Küstenland, MCM-Art-Verlag, Berlin 2003
- Kurzbiografie zu: Kesting, Edmund. In: Wer war wer in der DDR? 5. Ausgabe. Band 1. Links, Berlin 2010, ISBN 978-3-86153-561-4.